# Morpho richardus
Morpho richardus är en fjärilsart som beskrevs av Hans Fruhstorfer 1898. Morpho richardus ingår i släktet Morpho och familjen praktfjärilar. Inga underarter finns listade i Catalogue of Life.

## Bildgalleri

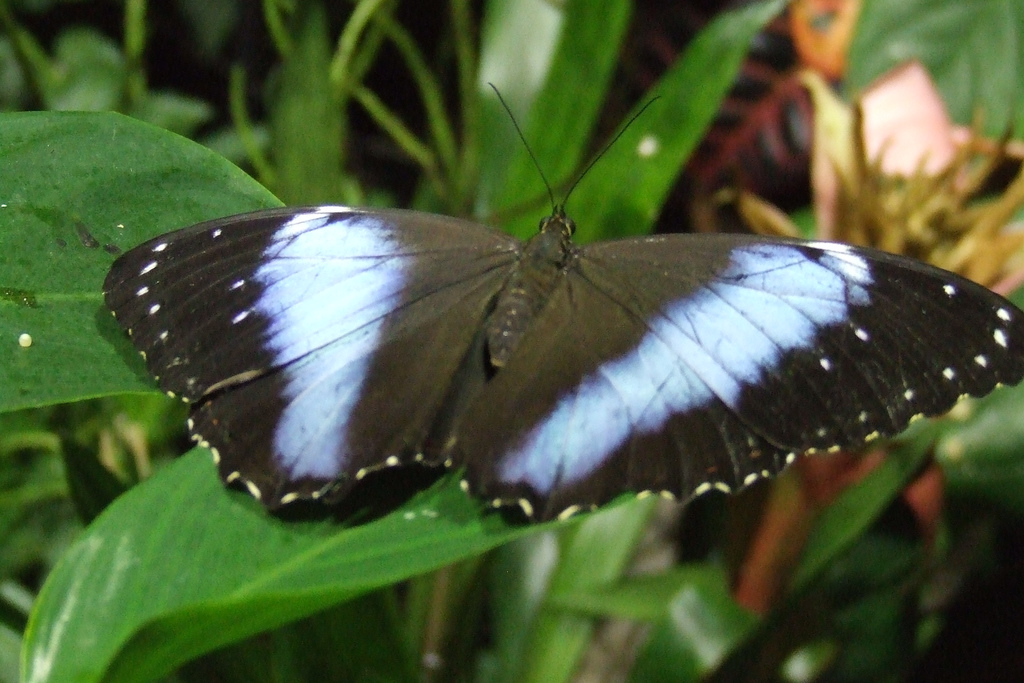